# Шинус мягкий
Шинус мягкий, или Калифорнийское переченое дерево, или Перуанское перечное дерево (лат. Schinus molle) — дерево рода Шинус семейства Сумаховые, сушёные плоды которого используются как пряность (розовый перец), подобно чёрному перцу.

## Описание
Шинус мягкий — вечнозелёное быстрорастущее двудомное дерево высотой до 15 м со свисающими верхними ветвями и грубой сероватой корой. Листья перисто-составные длиной 8-25 см, составленные из 19-41 листочков разной длины. Цветки маленькие белые, собраны в метёлки на концах свисающих ветвей. Плоды круглые, 5-7 мм диаметром, с одним деревянистым семенем, вначале зелёные, затем становятся красными, розовыми или багрянистыми. Они собраны на дереве плотными гроздьями. Кора дерева, листья и плоды при растирании испускают характерный аромат.

## Распространение
Шинус мягкий происходит из засушливых районов Южной Америки и Мексики. Он постепенно распространяется и натурализуется во всех странах мира с тёплым климатом, где насаждается ради производства специи и в декоративных целях. Шинус мягкий — засухоустойчивое выносливое долговечное растение. В некоторых странах он стал серьёзным агрессивным сорняком. В Южной Африке растение вторгается в саванну и на поля, натурализуется вдоль линий дренажа и на полубезлюдных окраинах городов. В Австралии он поселяется на лесных опушках, на побережье, вдоль запасных железнодорожных путей и на заброшенных фермах. В США Шинус мягкий, как и его близкий родственник Шинус фисташколистный, особенно распространён во Флориде и на Гавайских островах, также он растёт в Южной Аризоне, в Южной Калифорнии, Техасе, Луизиане и на Пуэрто-Рико.

## Использование
Высушенные плоды Шинуса мягкого используются как специя. Часто их можно встретить под названием розовый перец или красный перец. Настой из них служит ароматизатором в напитках и сиропах. Однако плоды и листья ядовиты для птиц, свиней и, возможно, телят. Есть данные, что маленькие дети также испытывают понос и рвоту после употребления плодов. Различные части растения в традиционной медицине используются при зубной боли, ревматизме, менструальных расстройствах, как мочегонное средство и антидепрессант. Растение обладает инсектицидными свойствами и рассматривается как хорошая альтернатива синтетическим средствам в борьбе с вредителями.

## Исторические факты

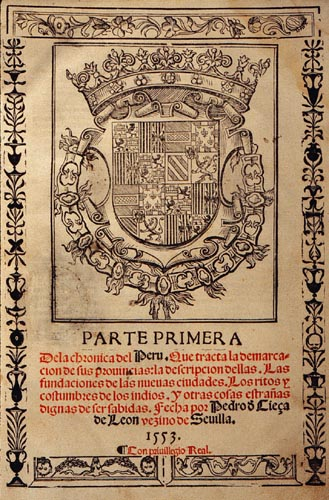
Первая часть книги «Хроника Перу», впервые описывающая шинус мягкий (1553)

Инки использовали внешнюю часть созревших плодов для приготовления напитка. При этом они тщательно очищались, чтобы отделить внешнюю часть плодов от горькой внутренней. Полученные при этом внешние части смешивались и держались несколько дней под давлением, до тех пор, пока не выходил весь сок. Полученный напиток мог употребляться сразу, вариться для получения сиропа, добавляться в кукурузную кашу или сбраживаться в алкогольный напиток.
В 1553 году в книге «Хроника Перу» Сьеса де Леона даётся первое описание растения и его применение:
«Повсюду в заселенных местах этой земли видны большие и маленькие деревья, которые они называют молье. У них очень маленькие листья, пахнущие укропом; кора этого дерева такая полезная, что, если у человека сильно заболели и распухли ноги, если сделать из них отвар на воде и только несколько раз промыть этим, как боль и опухоли проходят. Для чистки зубов имеются маленькие полезные веточки. Из очень маленького фрукта, растущего на этом дереве, они делают вино или очень хорошее пойло, и уксус и мед достаточно хорошие, растворив нужное количество этого фрукта с водой в сосуде и поставив в огонь; после того, как часть испарится, она превращается в вино, или в уксус, или в мед, смотря как варить. У индейцев много этих деревьев.»